# ベスト・ペア・ボウル
『ベスト・ペア・ボウル』は、1971年6月25日から1972年3月31日までNET系列局で放送されていた毎日放送製作のボウリング番組である。放送時間は毎週金曜 19:00 - 19:30 （日本標準時）。

## 概要
男女のプロボウラーがペアを組み、ダブルスでボウリング対決をしていた番組。ルールは通常と同じだったが、投球担当は第1フレームでは女子が投げ、以後ストライクなら続けて投げ、スペアかミスの時には相手に交代するという、番組オリジナルのルールがあった。
前番組『ぱあてえマエタケだ!』の早期打ち切りに伴い、1971年秋の改編までのつなぎ番組としてスタートしたが、当時はボウリングブームの最中ということもあり、番組終了は翌年春の改編にまで引き伸ばされた。